# Suevoleviathan
Suevoleviathan è un genere di rettili marini estinti, appartenenti agli ittiosauri. Visse nel Giurassico inferiore (Toarciano, circa 182 milioni di anni fa) e i suoi resti fossili sono stati ritrovati in Germania.

## Descrizione
Questo animale, come la maggior parte degli ittiosauri, possedeva un corpo altamente idrodinamico, dotato di quattro arti trasformati in strutture simili a pagaie e di una testa terminante in un rostro appuntito. Generalmente gli esemplari di Suevoleviathan potevano superare i 4 metri di lunghezza, anche se un cranio isolato fa supporre che alcuni esemplari fossero molto più grandi, e che i fossili precedentemente descritti appartenessero a subadulti o a giovani (Maisch, 2001).
Il cranio era basso, dotato di orbite di dimensioni medie se raffrontate con quelle degli altri ittiosauri; premascella e mandibola erano dotate di scanalature ben sviluppate, mentre la mascella era corta anteriormente. L'osso squamoso era particolarmente grande, e occupava la parte più bassa del cranio, mentre sembra che il processo quadrato del quadratojugale fosse separato dal corpo principale dell'osso. I denti erano robusti e crenulati, come quelli di numerosi altri ittiosauri giurassici.
Il corpo era dotato di sole 42 - 44 vertebre presacrali, mentre la coda possedeva un segmento finale incurvato verso il basso, robusto e flessibile, che sosteneva un lobo carnoso superiore. L'interclavicola non era ossificata, mentre le zampe anteriori possedevano solo tre dita principali; il terzo dito era suddiviso in altri tre "raggi" secondari. Anche le zampe posteriori possedevano solo tre dita.

## Classificazione
I fossili di questo animale, provenienti dal famoso giacimento di Holzmaden (Germania), vennero descritti per la prima volta da Bronn nel 1844 sotto il nome di Ichthyosaurus integer. Un altro scheletro, rinvenuto nella stessa formazione, venne descritto da Friedrich von Huene nel 1926 con il nome di Leptopterygius disinteger. Solo una ridescrizione degli ittiosauri operata nel 1998 da Michael Maisch poté stabilire che le due specie appartenevano a un medesimo genere, Suevoleviathan.

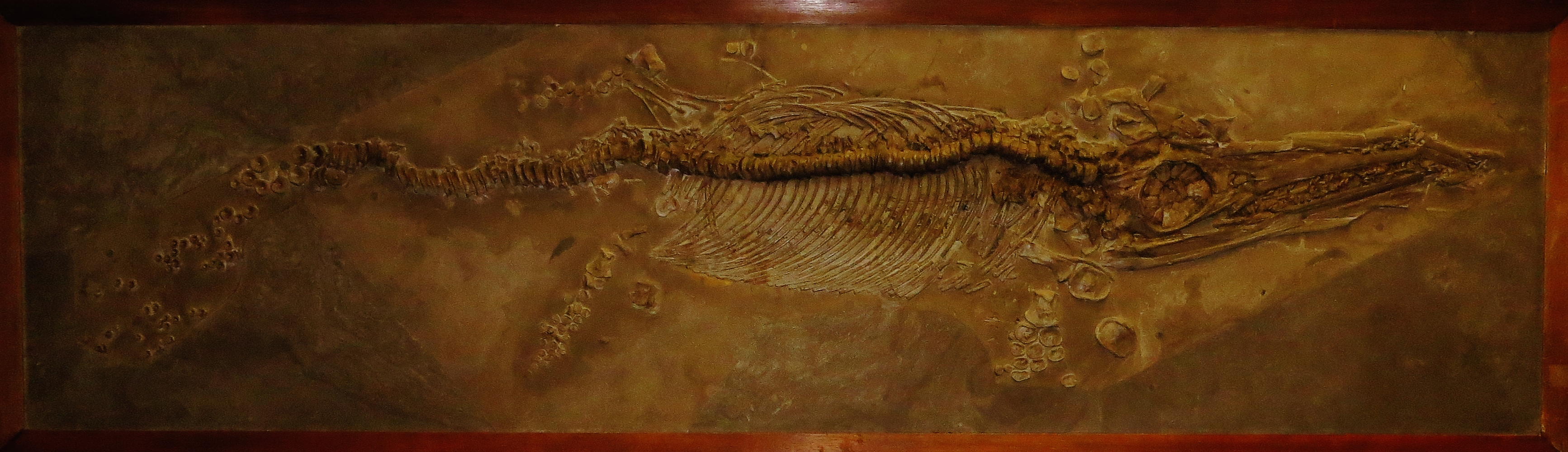
Scheletro di Suevoleviathan integer

Secondo Maisch, questo genere conteneva effettivamente due specie (Suevoleviathan integer e S. disinteger), distinte per alcune caratteristiche anatomiche. In S. integer la mascella era bassa e non era in contatto né con l'orbita né con la narice, mentre in S. disinteger avveniva il contrario. Tra le due specie, inoltre, vi erano alcune differenze nelle ossa del cranio (forma dello jugale e del lacrimale) e nella forma della testa (in S. disinteger il cranio era sostanzialmente piatto, in S.integer era leggermente bombato). Erano presenti anche differenze nel numero di vertebre presacrali (44 in S. disinteger, 42 in S. integer), nella forma delle vertebre e nella morfologia dell'ilio (in quello di S. disinteger era presente un processo anteriore alato). Uno studio del 2018 indicherebbe tuttavia che le due specie erano sinonimi, e che le presunte differenze ricadevano in una variabilità intraspecifica (Maxwell, 2018).

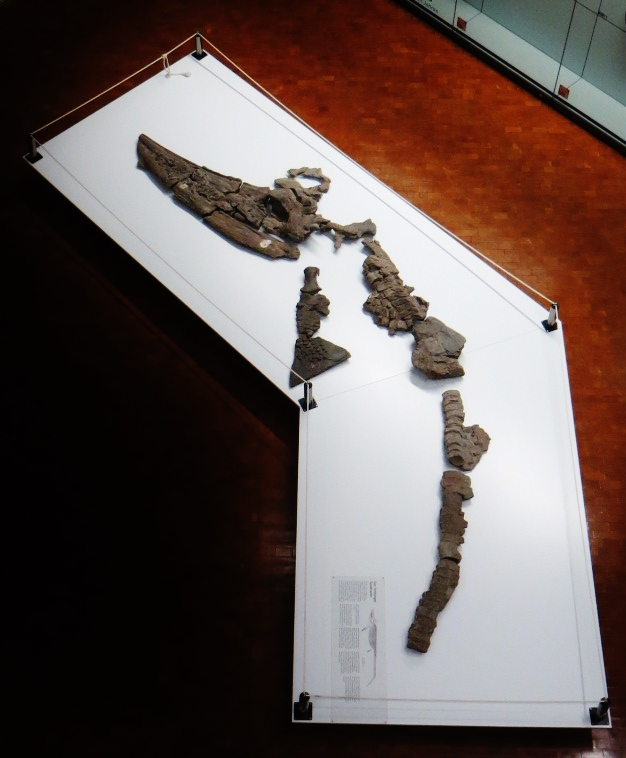
Scheletro di Suevoleviathan sp.

Suevoleviathan è considerato un membro relativamente basale degli ittiosauri, al di fuori del clade derivato dei Thunnosauria e addirittura più basale dei leptonectidi e di Macgowania del Triassico superiore.